# Martin Dulig

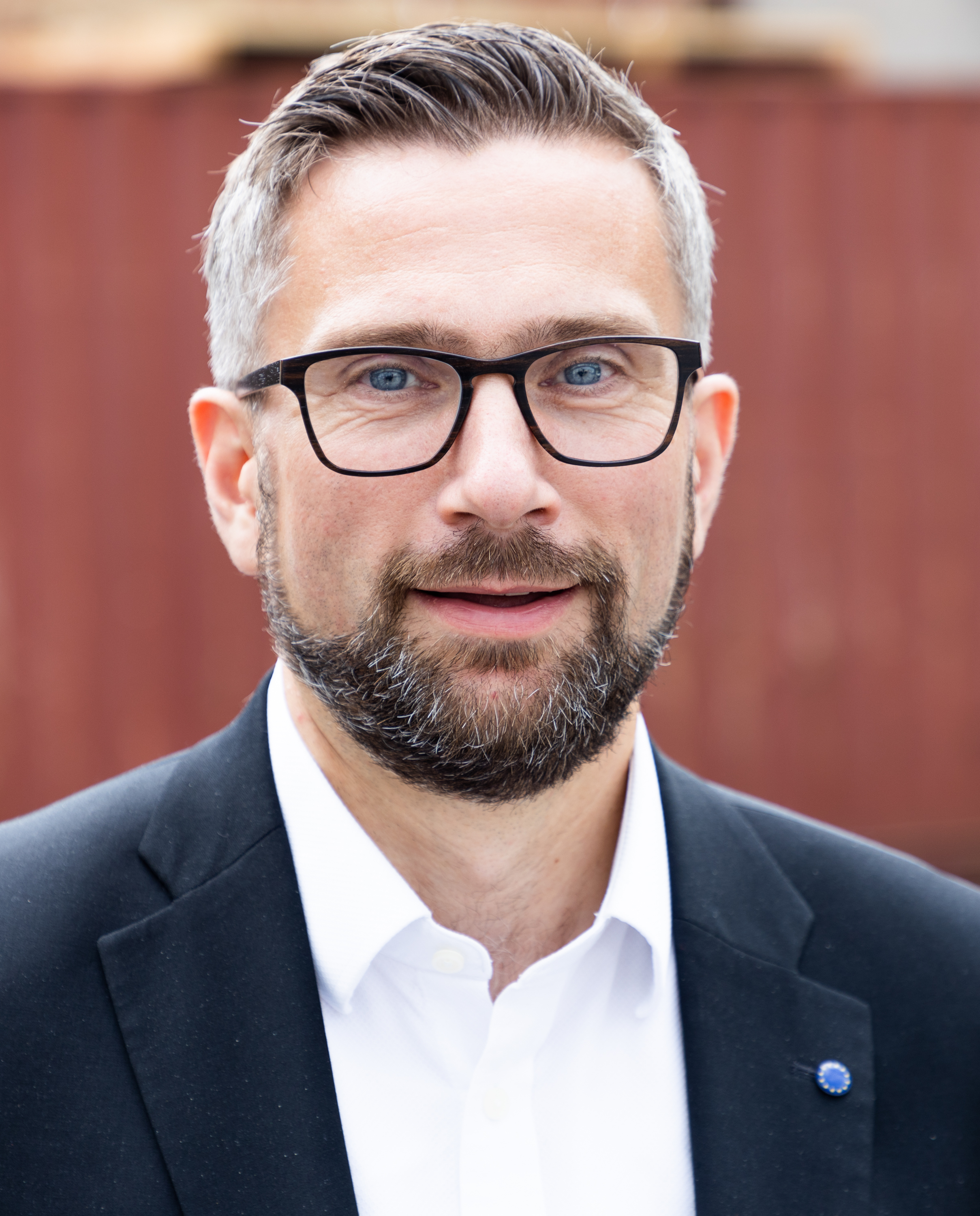
Martin Dulig (2022)

Martin Tobias Dulig (* 26. Februar 1974 in Plauen, DDR) ist ein deutscher Politiker (SPD). Seit 2004 ist er Mitglied des Sächsischen Landtags. Er war von 2014 bis 2024 Staatsminister für Wirtschaft, Arbeit und Verkehr des Freistaats Sachsen und von 2019 bis 2024 Zweiter Stellvertreter des Ministerpräsidenten, nachdem er in den vorigen fünf Jahren der Erste Stellvertreter war. Von 2009 bis 2021 war er Vorsitzender der SPD Sachsen.

## Leben
Dulig stammt aus einem kirchlich geprägten Elternhaus, sein Vater Gerhard Dulig war Dozent an einem evangelischen Diakonenhaus. Die ersten Monate seines Lebens verbrachte er in Ruppertsgrün im damaligen Kreis Plauen-Land, wo er getauft wurde. Später wuchs er in Meißen und Moritzburg auf. Er hat drei ältere Brüder. Wie diese nahm er nicht an staatsnahen Massenorganisationen wie Jungpioniere, Jugendweihe oder FDJ teil, sondern engagierte sich in der Jungen Gemeinde. Duligs Brüder durften unter dem SED-Regime kein Abitur machen, auch er selbst wurde zunächst nicht für einen abiturvorbereitenden Bildungsweg zugelassen. Dies änderte sich erst im Zuge der Friedlichen Revolution im Herbst 1989.
Nach seiner Berufsausbildung zum Maurer mit Abitur (1990 bis 1992) arbeitete Dulig bis 1998 als Jugendbildungsreferent im SPD-Landesverband Sachsen und beim Deutschen Gewerkschaftsbund (DGB). Von 1998 bis 2004 studierte er an der Technischen Universität Dresden Erziehungswissenschaft und Sozialpädagogik und schloss dieses Studium als Diplompädagoge ab. Seitdem ist er Abgeordneter der SPD im sächsischen Landtag.
Martin Dulig lebt in Moritzburg, ist seit 1992 verheiratet, Vater von sechs Kindern und Großvater von vier Enkelkindern. Er ist Mitglied  bei ver.di und der AWO.

## Politik
Dulig war in der Wendezeit Mitbegründer der Jungen Sozialdemokraten (Jugendorganisation der Sozialdemokratischen Partei in der DDR). Er trat 1992 in die SPD ein und wurde 1999 zum Landesvorsitzenden der Jusos gewählt. Dieses Amt übte er bis 2004 aus. Seit 1999 ist er im Landesvorstand seiner Partei vertreten. Von 2004 bis 2007 übernahm er den Vorsitz des SPD-Unterbezirks Dresden-Elbe-Röder. Nach dessen Aufteilung war er bis 2009 Vorsitzender des Unterbezirks Meißen.
Seit Oktober 2004 ist er Mitglied des sächsischen Landesparlaments und wurde im Januar 2005 in das Amt des Parlamentarischen Geschäftsführers der SPD-Fraktion gewählt. 2007 übernahm er von Cornelius Weiss den Vorsitz der Landtagsfraktion.
Am 24. Oktober 2009 wurde er auf einem außerordentlichen Landesparteitag zum neuen Vorsitzenden der sächsischen SPD gewählt. Er übernahm damit das Amt von Thomas Jurk. Von Dezember 2011 bis Juni 2025 war Dulig Mitglied des SPD-Parteivorstands, von 2021 bis 2025 als Beisitzer. Am 12. Oktober 2013 wurde Martin Dulig auf dem Landesparteitag in Annaberg-Buchholz mit 95,4 Prozent der Stimmen zum Spitzenkandidaten seiner Partei für die Landtagswahl 2014 gewählt.
Neben seiner parteipolitischen Arbeit ist er engagiert im Beirat des Forums Ostdeutschland der Sozialdemokratie e. V., als Bundesvorsitzender des Netzwerks für Demokratie und Courage e. V., im Kuratorium Innovationsforum Ost e. V. in Potsdam, als Mitglied im wissenschaftlichen Beirat der Akademie für Unternehmensführung und Consulting e. V., als Vorsitzender von Impreuna-Brücken nach Osteuropa e. V. und im Beirat der sächsischen Arbeiterwohlfahrt (AWO).
Gemeinsam mit den drei weiteren Fraktionsvorsitzenden Steffen Flath (CDU), Holger Zastrow (FDP) und Antje Hermenau (GRÜNE) erhielt Dulig von Landtagspräsident Matthias Rößler in Würdigung ihres Wirkens um die Aufnahme des Neuverschuldungsverbots in die Sächsische Verfassung im Mai 2014 die Sächsische Verfassungsmedaille.
Martin Dulig wurde im April 2018 zum Ostbeauftragten der SPD gewählt. Im Februar 2020 erfolgte bei der Klausurtagung der SPD seine Wiederwahl.
Im Juni 2021 gab Dulig bekannt, zur Neuwahl des Landesvorstandes beim Landesparteitag der SPD Sachsen nicht mehr für das Amt des Landesparteivorsitzenden und auch sonst für kein anderes Amt im Landesparteivorstand anzutreten. Als seine Nachfolger an der Spitze der sächsischen SPD wurden am 9. Oktober 2021 der bisherige Generalsekretär Henning Homann und die designierte Bundestagsabgeordnete Kathrin Michel gewählt.
Zur Landtagswahl am 1. September 2024 trat Dulig im Wahlkreis Meißen 4 (Wahlkreis 39) sowie auf Listenplatz 4 der Landesliste der SPD Sachsen an. Nach vorläufigem Endergebnis erzielte er dabei einen Direktstimmenanteil von 14,0 Prozent, was den dritthöchsten Direktstimmenanteil im Wahlkreis darstellt (nach CDU und AfD); der Listenstimmenanteil für die SPD im Wahlkreis betrug 8,6 Prozent. Über die Landesliste zog Dulig erneut in den Sächsischen Landtag ein.

### Sächsischer Wirtschaftsminister
Bei der Landtagswahl am 31. August 2014 war Dulig Spitzenkandidat der SPD Sachsen. Er wurde über die Landesliste seiner Partei in den Landtag gewählt. Nachdem infolge der Landtagswahl im November 2014 eine schwarz-rote Koalition geschlossen worden war, wurde Dulig am 13. November 2014 von Stanislaw Tillich (CDU) zum Staatsminister für Wirtschaft, Arbeit und Verkehr und stellvertretenden Ministerpräsidenten des Freistaats Sachsen ernannt. Am 24. November 2014 wurde Dirk Panter zu seinem Nachfolger als Fraktionsvorsitzender gewählt.
Bei der Landtagswahl in Sachsen am 1. September 2019 war Dulig erneut Spitzenkandidat der SPD und wurde erneut über die Landesliste in den Sächsischen Landtag gewählt. Am 20. Dezember 2019 wurde er erneut zum Staatsminister für Wirtschaft, Arbeit und Verkehr des Landes Sachsen. Darüber hinaus wurde er zweiter Stellvertreter des Ministerpräsidenten. Dieses Amt wurde in Sachsen erstmals geschaffen, weil gemäß Parteienproporz Wolfram Günther (Grüne) der erste Stellvertreter des Ministerpräsidenten wurde.

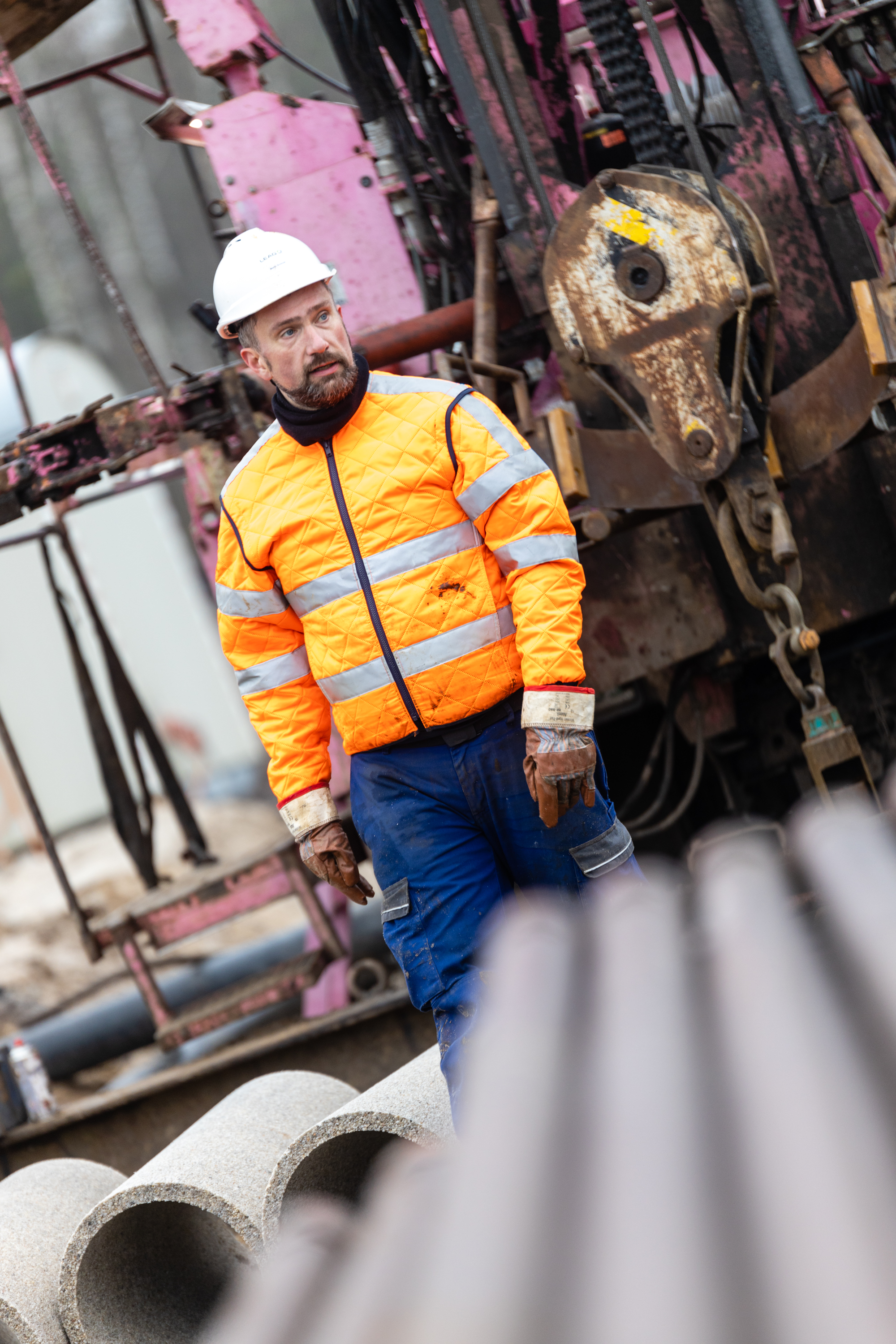
Martin Dulig beim Projekt „Deine Arbeit, meine Arbeit“ (Dezember 2022)

Dulig wurde während der Corona-Pandemie für sein Krisenmanagement als Wirtschaftsminister und zum Teil wegen seiner Äußerungen gegenüber der sächsischen Wirtschaft kritisiert. Die bereitgestellten Hilfsgelder wurden in Form eines langfristigen Darlehens gewährt – in anderen Bundesländern waren es kurzfristige Zuschüsse. Langfristig zahlte sich diese Strategie jedoch aus. Dulig selbst bewertete seine Maßnahmen als ausreichend und insgesamt erfolgreich, gibt aber eigene Fehler zu, wie den Absturz der Website der Sächsischen Aufbaubank (SAB), welche zu Beginn der Hilfszahlungen unter dem Ansturm der Anträge zusammenbrach.
Im Juni 2021 wurde bekannt, dass der sächsische Verfassungsschutz illegal Daten über Dulig sammelte.
In seinem Projekt „Deine Arbeit, meine Arbeit“ arbeitet Martin Dulig in unregelmäßigen Abständen „undercover“ einen Tag in verschiedenen Betrieben und Branchen mit. U.a. war er bereits als Kanalarbeiter, Zugbegleiter oder im Bergbau tätig.
Im Jahr 2022 wurde auf Anfrage der Fraktion die Linke im Landtag bekannt, dass Duligs Auslandsreisen nach Kanada und Großbritannien Kosten in Höhe von 144.000 Euro und 78.000 Euro verursacht haben.
Im Zuge der Bildung des Kabinetts Kretschmer III schied Dulig am 19. Dezember 2024 aus dem Ministeramt aus.

## Kabinette
- Kabinett Tillich III
- Kabinett Kretschmer I
- Kabinett Kretschmer II